# إيغور غرانت
إيغور غرانت (بالإنجليزية: Igor Grant)‏ هو طبيب نفسي أمريكي، ولد في 26 مارس 1942.